# Luis Robles
Luis Robles (* 11. Mai 1984 in Fort Huachuca, Arizona) ist ein ehemaliger US-amerikanischer Fußballtorhüter puerto-ricanischer Abstammung.

## Karriere

### Im Verein
Luis Robles spielte ab 2002 für die Fußballmannschaft der University of Portland. Zwischenzeitlich stand er im Aufgebot der Reservemannschaft der Colorado Rapids.
In der Winterpause 2006/07 wechselte er zur zweiten Mannschaft des 1. FC Kaiserslautern. Zuvor wurde er von D.C. United gedraftet, er entschied sich aber gegen ein Engagement in der Major League Soccer.
Nach dem Wechsel von Jürgen Macho und der Verletzung von Florian Fromlowitz rückte er im Herbst 2007 als Ersatztorwart in die Zweitligamannschaft auf. Am 17. Oktober 2008, beim 4:1-Sieg gegen Rot Weiss Ahlen, gab Robles sein Debüt in der 2. Bundesliga, als er Stammtorhüter Tobias Sippel vertrat. Im weiteren Verlauf der Saison 2008/09 löste Robles Sippel als Stammtorhüter der ersten Mannschaft ab. In der Saison 2009/10 war er wieder zweiter Torwart hinter Sippel und kam nur zu einem weiteren Einsatz. Nach dem Aufstieg in die Bundesliga lehnte er ein neues Vertragsangebot des 1. FC Kaiserslautern ab und unterschrieb stattdessen kurz vor Beginn der neuen Saison beim Zweitligisten Karlsruher SC.
Ab August 2012 stand Robles bei den New York Red Bulls unter Vertrag, für die er am 30. September 2012 unter Trainer Hans Backe im Spiel gegen den Toronto FC debütierte. In der MLS-Saison 2015 wurde Robles zum Torhüter des Jahres erkoren.
Zur Saison 2020 wechselte Robles innerhalb der MLS zum neuen Franchise Inter Miami. Er absolvierte 15 MLS-Einsätze und beendete anschließend im Alter von 36 Jahren seine Karriere.

### In der Nationalmannschaft
Robles stand einige Zeit im erweiterten Kader der puerto-ricanischen Nationalmannschaft, kam aber zu keinem Länderspieleinsatz. Anfang Juni 2009 nahm er am Trainingscamp der US-amerikanischen Nationalmannschaft teil und wurde bei den Qualifikationsspielen zur WM 2010 erstmals in das US-amerikanische Aufgebot berufen. Beim Konföderationen-Pokal 2009 stand Robles ebenfalls im Kader des Nationalteams, kam aber auch hier nicht zum Einsatz. Sein erstes Länderspiel für die Nationalmannschaft der USA bestritt er beim CONCACAF Gold Cup 2009 gegen Haiti. Das zweite fand 7 Jahre später statt und zwar im Januar 2016.